# Роман с Кейт Логан
Роман с Кейт Логан, англ. The Kate Logan Affair — канадский фильм-триллер 2010 г. Автор сценария и режиссёр — Ноэль Митрани. Фильм вышел на экраны 5 августа 2011, а на DVD в США 27 марта 2012.

## Сюжет
Молодая канадская полицейская, Кейт Логан, случайно путает постороннего человека с известным насильником. Когда она понимает ошибку, то заводит с ним роман, чтобы тот не доложил на неё начальству.

## В ролях
- Алексис Бледел: Кейт Логан
- Лоран Люка: Бенуа Гандо
- Ноэми Годен-Виньо: Валери Гандо
- Серж Уд
- Пьер-Люк Брийан